# Nothing Ever Happened
Nothing Ever Happened – pierwszy i jedyny singiel amerykańskiej grupy Deerhunter z ich trzeciej płyty Microcastle, wydany 14 października 2008 roku.
Popularny serwis muzyczny Pitchfork Media umieścił płytę na 6 miejscu listy najlepszych utworów 2008 i 81. całej dekady.

## Lista utworów
1. "Nothing Ever Happened" - 5:51
2. "Little Kids" (Demo) - 4:10